# Tayaranjet
Tayaran Jet Jsc. (em búlgaro:  Таяран Джет) é uma companhia aérea com sede em Sófia, Bulgária. Ela opera tanto serviços charter quanto voos de baixo custo de Trapani, Itália.

## História
Fundada em 2017, a Tayaran Jet inicialmente lançou voos em agosto de 2018 como uma companhia aérea charter. Em 2020, a companhia aérea iniciou voos de baixo custo.

## Frota

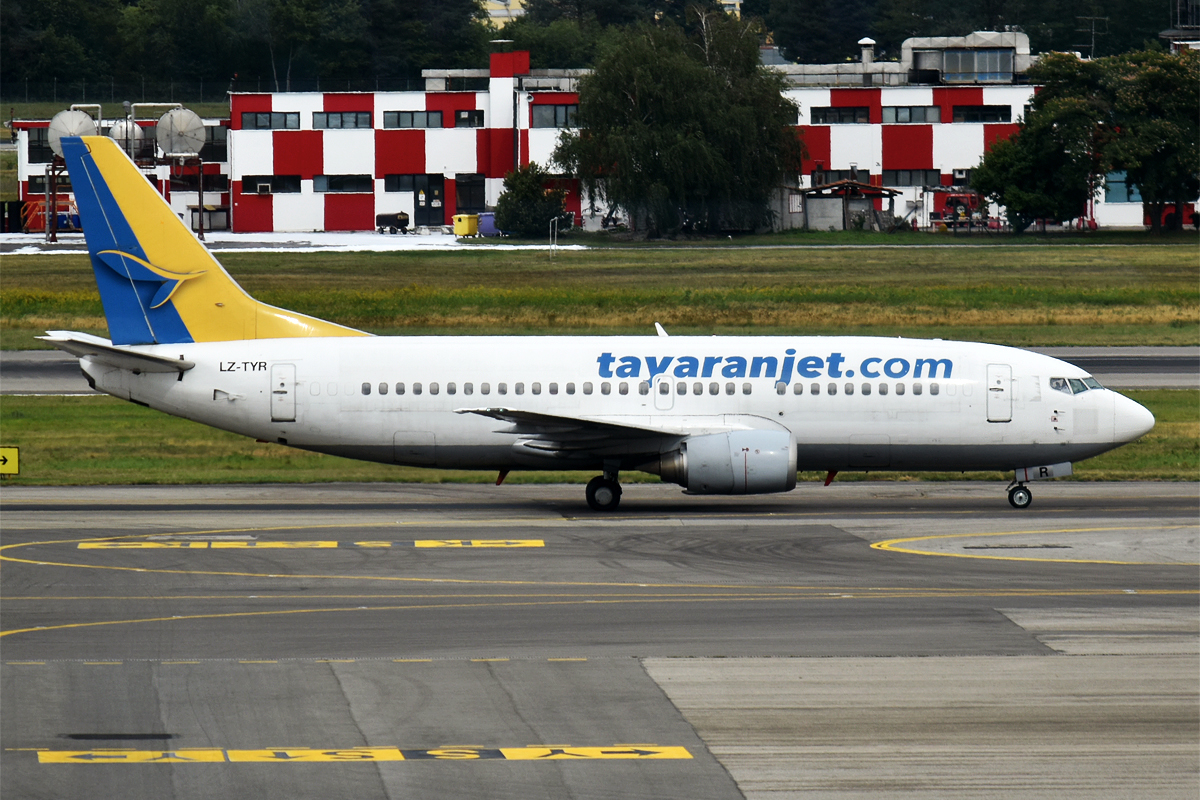
Um Boeing 737-300 da Tayaranjet em 2019

A frota de Tayaranjet consiste nas seguintes aeronaves (Agosto de 2021):
| Aeronaves      | Em Serviço | Ordens | Passageiros | Notaz |
| -------------- | ---------- | ------ | ----------- | ----- |
| Boeing 737-300 | 2          | –      | 139         |       |
| Total          | 2          | 0      |             |       |